# Mai 1811
Cette page présente les faits marquants du mois de mai 1811.

## Événements
.

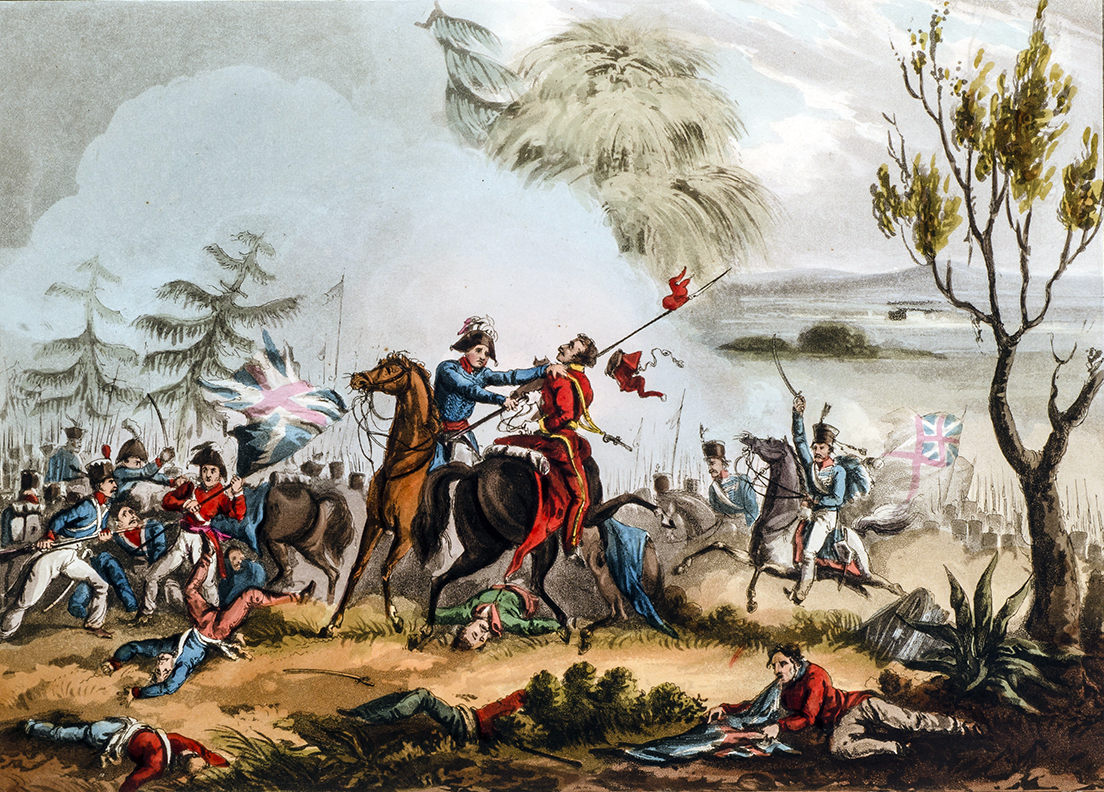
16 mai : bataille d'Albuera

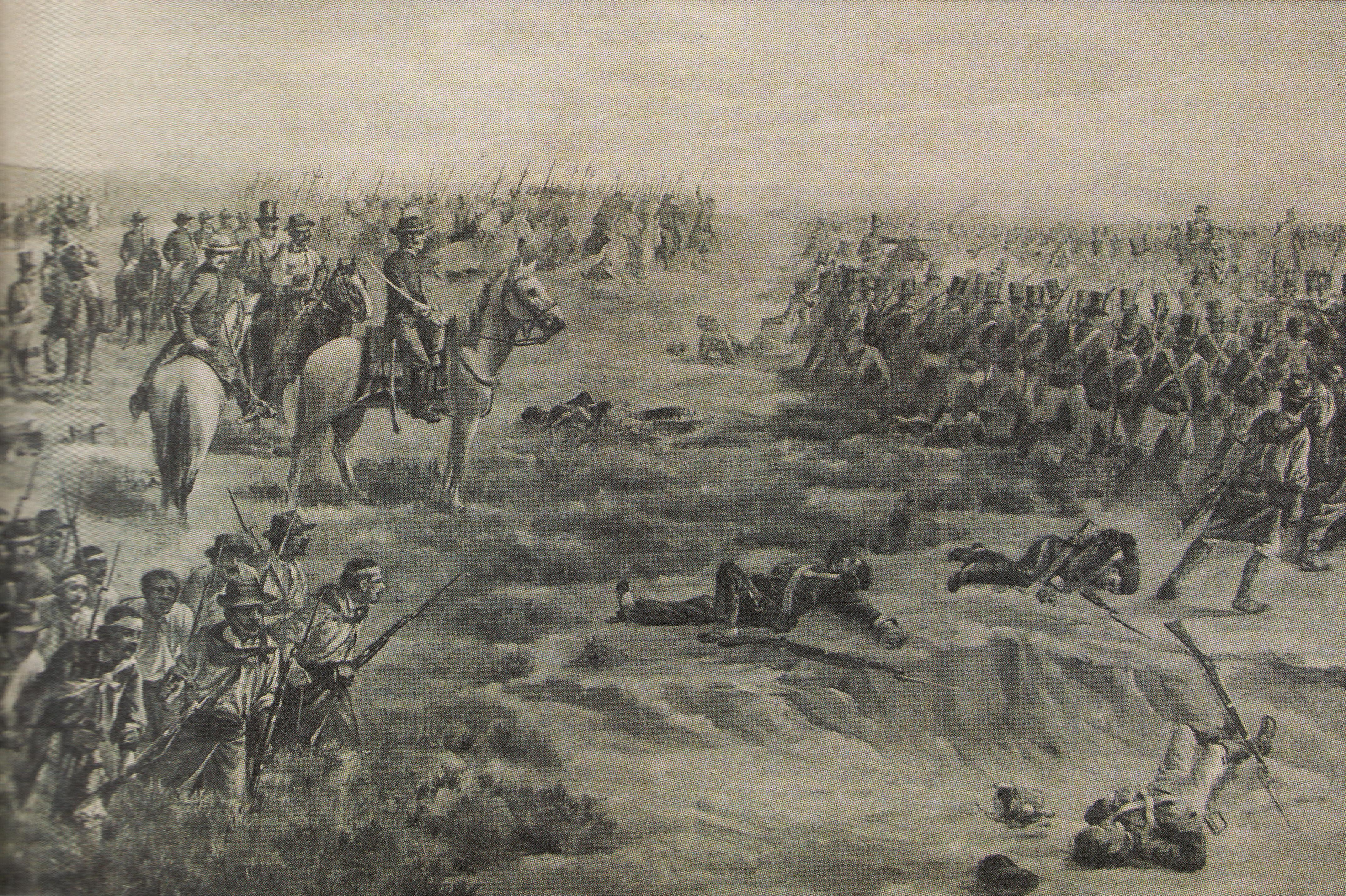
18 mai : bataille de Las Piedras.

- 2 mai : victoire de l'armée royaliste espagnole sur les insurgés à la bataille de Maguey[1].
- 3 - 5 mai : la bataille de Fuentes de Oñoro oppose le maréchal Masséna au lieutenant général Arthur Wellesley, près de la frontière lusitano-espagnole[2].
- 4 mai - 28 juin : siège et prise de Tarragone par les Français[2].
- 14 mai : José Gaspar Rodríguez de Francia proclame l’indépendance du Paraguay[3].
- 16 mai :
  - Les alliés Britanniques, Espagnols et Portugais repoussent l'armée française du maréchal Soult à la bataille d'Albuera[4].
  - Dans la colonie du Cap, à la demande de lord Liverpool, ministre des Colonies, des tribunaux ambulants sont invités à recueillir les griefs que les Hottentots peuvent avoir à l’égard de leurs maîtres boers (tournée du Circuit Court )[5].
  - États-Unis : origine de la guerre de 1812 : la frégate américaine USS President est incendiée par le navire britannique HMS Little Belt au large de la Caroline du Nord.
- 18 mai : victoire des indépendantistes uruguayens à la bataille de Las Piedras[6].

## Naissances
- 5 mai : John William Draper (mort en 1882), scientifique, philosophe, médecin, chimiste, historien et photographe américain d'origine anglaise.
- 11 mai : Théodore Nicolas Gobley (mort en 1876), chimiste français.